# Кабановская
Кабановская — деревня в Шенкурском районе Архангельской области. Входит в состав муниципального образования «Ровдинское».

## География
Деревня расположена в южной части Архангельской области, в таёжной зоне, в пределах северной части Русской равнины, в 79 километрах на юго-запад от города Шенкурска, на правом берегу реки Суланда, при впадении в неё ручья Паково. Ближайшие населённые пункты: на севере деревня Запаковская, на юго-востоке, на противоположенном берегу реки, деревня Дурневская.
Часовой пояс
Кабановская, как и вся Архангельская область, находится в часовой зоне МСК (московское время). Смещение применяемого времени относительно UTC составляет +3:00.

## Население
| 2002 | 2010 | 2012 |
| ---- | ---- | ---- |
| 13   | ↘2   | ↗5   |

## История
В «Списке населенных мест Архангельской губернии к 1905 году» деревня Кабановская(Малая Гора) насчитывает 17 дворов, 67 мужчин и 67 женщин.  В административном отношении деревня входила в состав Верхосуландского сельского общества Верхосуландской волости.
На 1 мая 1922 года в поселении 26 дворов, 82 мужчины и 83 женщины.